# Lépine (Pas-de-Calais)
Pour les articles homonymes, voir Lépine.
Lépine est une commune française située dans le département du Pas-de-Calais en région Hauts-de-France. Ses habitants sont appelés les Spinetois ou les Lépinois. La commune fait partie de la communauté d'agglomération des Deux Baies en Montreuillois.

## Géographie

### Localisation
Localisée dans le sud-ouest du département du Pas-de-Calais, sur le plateau du Ponthieu entre la vallée de la Canche et de l'Authie, Lépine est une commune située, à vol d'oiseau, à 9 km à l'est de la commune de Berck (aire d'attraction) et à 9 km au sud de la commune de Montreuil-sur-Mer (chef-lieu d'arrondissement). Le paysage est dominé par les grandes cultures agricoles.
Le territoire de la commune est limitrophe de ceux de sept communes.
Les communes limitrophes sont  Boisjean, Conchil-le-Temple, Nempont-Saint-Firmin, Roussent, Tigny-Noyelle, Verton et Wailly-Beaucamp.

### Géologie et relief
La superficie de la commune est de 10,82 km2 ; son altitude varie de 3  à   59 m.

### Hydrographie

#### Réseau hydrographique
La commune est située dans le bassin Artois-Picardie. Elle est drainée par le Nempont-Saint-Firmin,.

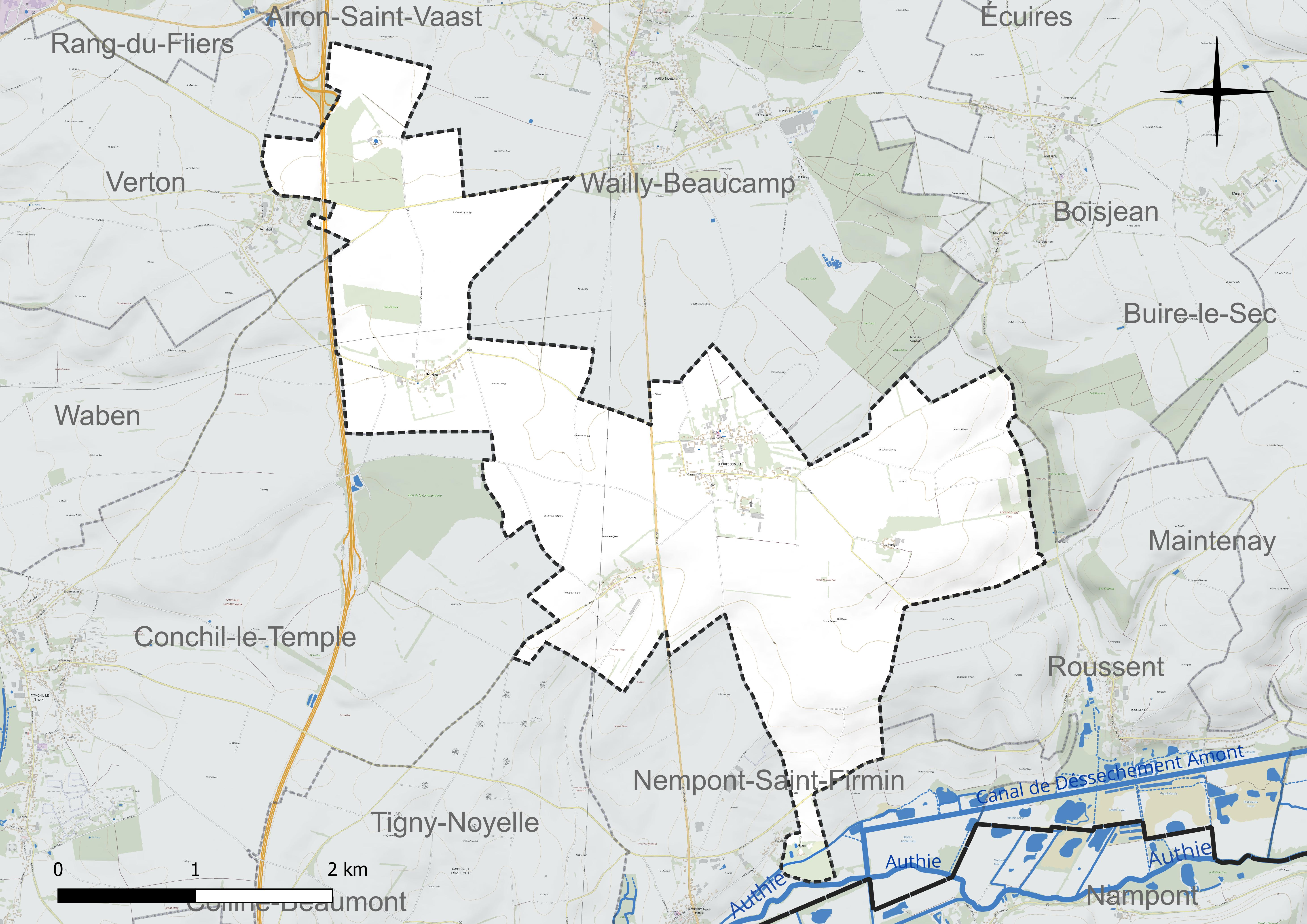
Réseau hydrographique de Lépine.

#### Gestion et qualité des eaux
Le territoire communal est couvert par le schéma d'aménagement et de gestion des eaux (SAGE) « Authie ». Ce document de planification concerne un territoire de 1 253 km2 de superficie, délimité par le bassin versant de l'Authie. Le périmètre a été arrêté le 5 août 1999 et le SAGE proprement dit est, en 2024, en cours d'élaboration. La structure porteuse de l'élaboration et de la mise en œuvre est le syndicat mixte Canche Et Authie.
La qualité des cours d'eau peut être consultée sur un site dédié géré par les agences de l'eau et l'Agence française pour la biodiversité.

### Climat
Pour des articles plus généraux, voir Climat des Hauts-de-France et Climat du Nord-Pas-de-Calais.
En 2010, le climat de la commune est de type climat océanique franc, selon une étude du CNRS s'appuyant sur une série de données couvrant la période 1971-2000. En 2020, Météo-France publie une typologie des climats de la France métropolitaine dans laquelle la commune est exposée à un climat océanique et est dans la région climatique Côtes de la Manche orientale, caractérisée par un faible ensoleillement (1 550 h/an) ; forte humidité de l'air (plus de 20 h/jour avec humidité relative > 80 % en hiver), vents forts fréquents.
Pour la période 1971-2000, la température annuelle moyenne est de 10,2 °C, avec une amplitude thermique annuelle de 12,6 °C. Le cumul annuel moyen de précipitations est de 819 mm, avec 12,4 jours de précipitations en janvier et 8,4 jours en juillet. Pour la période 1991-2020, la température moyenne annuelle observée sur la station météorologique la plus proche, située sur la commune du Touquet-Paris-Plage à 18 km à vol d'oiseau, est de 11,2 °C et le cumul annuel moyen de précipitations est de 888,8 mm,. Pour l'avenir, les paramètres climatiques de la commune estimés pour 2050 selon différents scénarios d'émission de gaz à effet de serre sont consultables sur un site dédié publié par Météo-France en novembre 2022.

### Paysages
Pour un article plus général, voir Paysage en France.
La commune s'inscrit dans le « paysage du val d'Authie » tel que défini dans l'atlas des paysages de la région Nord-Pas-de-Calais, conçu par la direction régionale de l'Environnement, de l'Aménagement et du Logement (DREAL),.
Ce paysage, qui concerne 83 communes, se délimite : au sud, dans le département de la  Somme par le « paysage de l'Authie et du Ponthieu, dépendant de l'atlas des paysages de la Picardie et au nord et à l'est par les paysages du Montreuillois, du Ternois et les paysages des plateaux cambrésiens et artésiens. Le caractère frontalier de la vallée de l'Authie, aujourd'hui entre le Pas-de-Calais et la Somme, remonte au Moyen Âge où elle séparait le royaume de France du royaume d'Espagne, au nord.
Son coteau Nord est net et escarpé alors que le coteau Sud offre des pentes plus douces. À l'Ouest, le fleuve s'ouvre sur la baie d'Authie, typique de l'estuaire picard, et se jette dans la Manche. Avec son vaste estuaire et les paysages des bas-champs, la baie d'Authie contraste avec les paysages plus verdoyants en amont.
L'Authie, entaille profonde du plateau artésien, a créé des entités écopaysagères prononcées avec un plateau calcaire dont l'altitude varie de 100  à   163 m qui s'étend de chaque côté du fleuve. L'altitude du plateau décline depuis le pays de Doullens, à l'est (point culminant à 163 m), vers les bas-champs picards, à l'ouest (moins de 40 m). Le fond de la vallée de l'Authie, quant à lui, est recouvert d'alluvions et de tourbes. L'Authie est un fleuve côtier classé comme cours d'eau de première catégorie où le peuplement piscicole dominant est constitué de salmonidés. L'occupation des sols des paysages de la Vallée de l'Authie est composée pour 70 % en culture.

### Milieux naturels et biodiversité

#### Zones naturelles d'intérêt écologique, faunistique et floristique
L'inventaire des zones naturelles d'intérêt écologique, faunistique et floristique (ZNIEFF) a pour objectif de réaliser une couverture des zones les plus intéressantes sur le plan écologique, essentiellement dans la perspective d'améliorer la connaissance du patrimoine naturel national et de fournir aux différents décideurs un outil d'aide à la prise en compte de l'environnement dans l'aménagement du territoire.
Le territoire communal comprend une ZNIEFF de type 1 : le bois de la Commanderie à Conchil-le-Temple. Cette ZNIEFF est un bois isolé au milieu des grandes cultures sur limons de plateau sableux.
et une ZNIEFF de type 2 : la basse Vallée de l'Authie et ses versants entre Douriez et l'estuaire. Cette ZNIEFF forme une longue dépression au fond tourbeux  et offre plus de 4 000 ha de marais, de prairies humides et d'étangs.

Carte des ZNIEFF de type 1 et 2 sur la commune
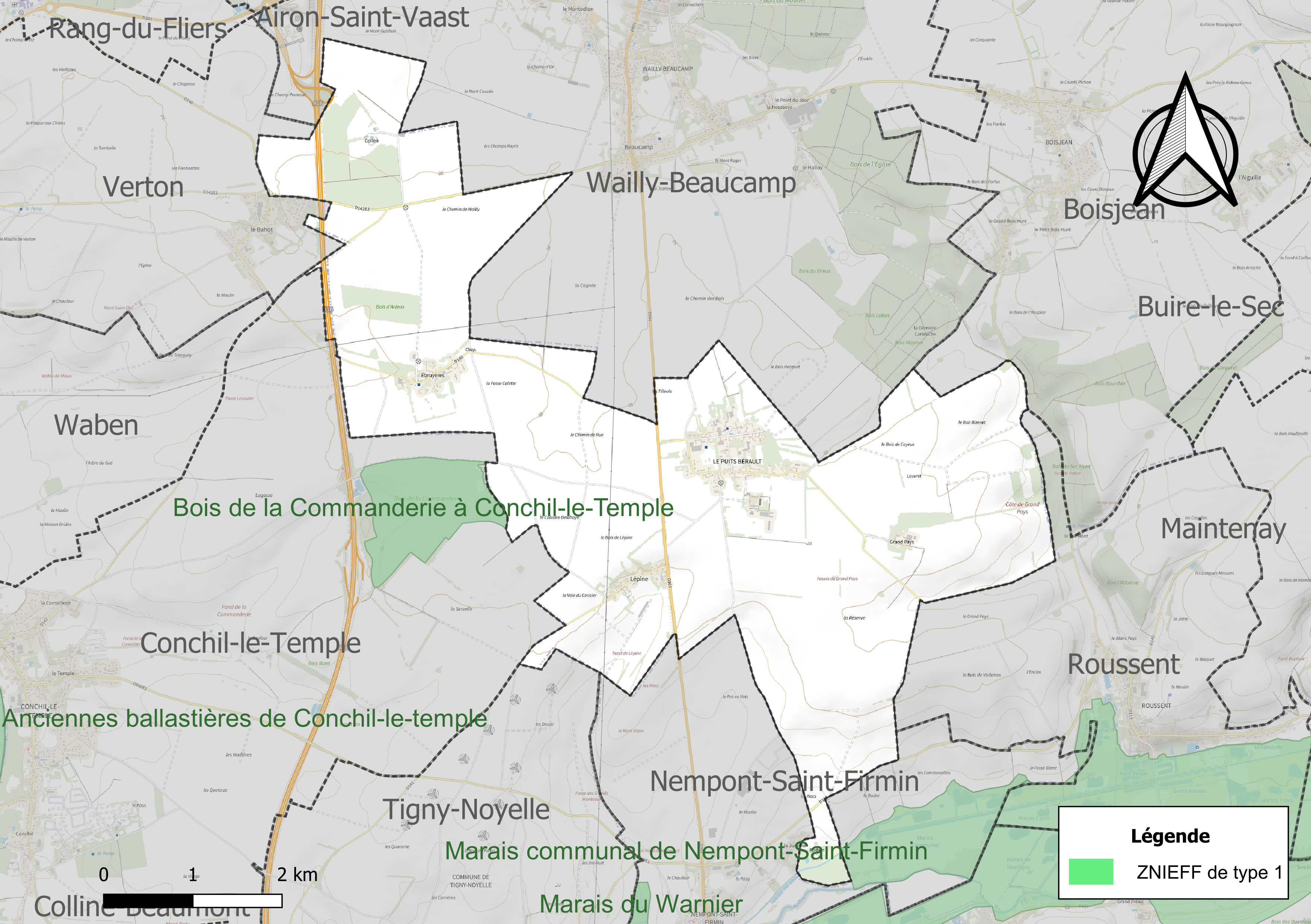
Carte de la ZNIEFF de type 1 sur la commune.
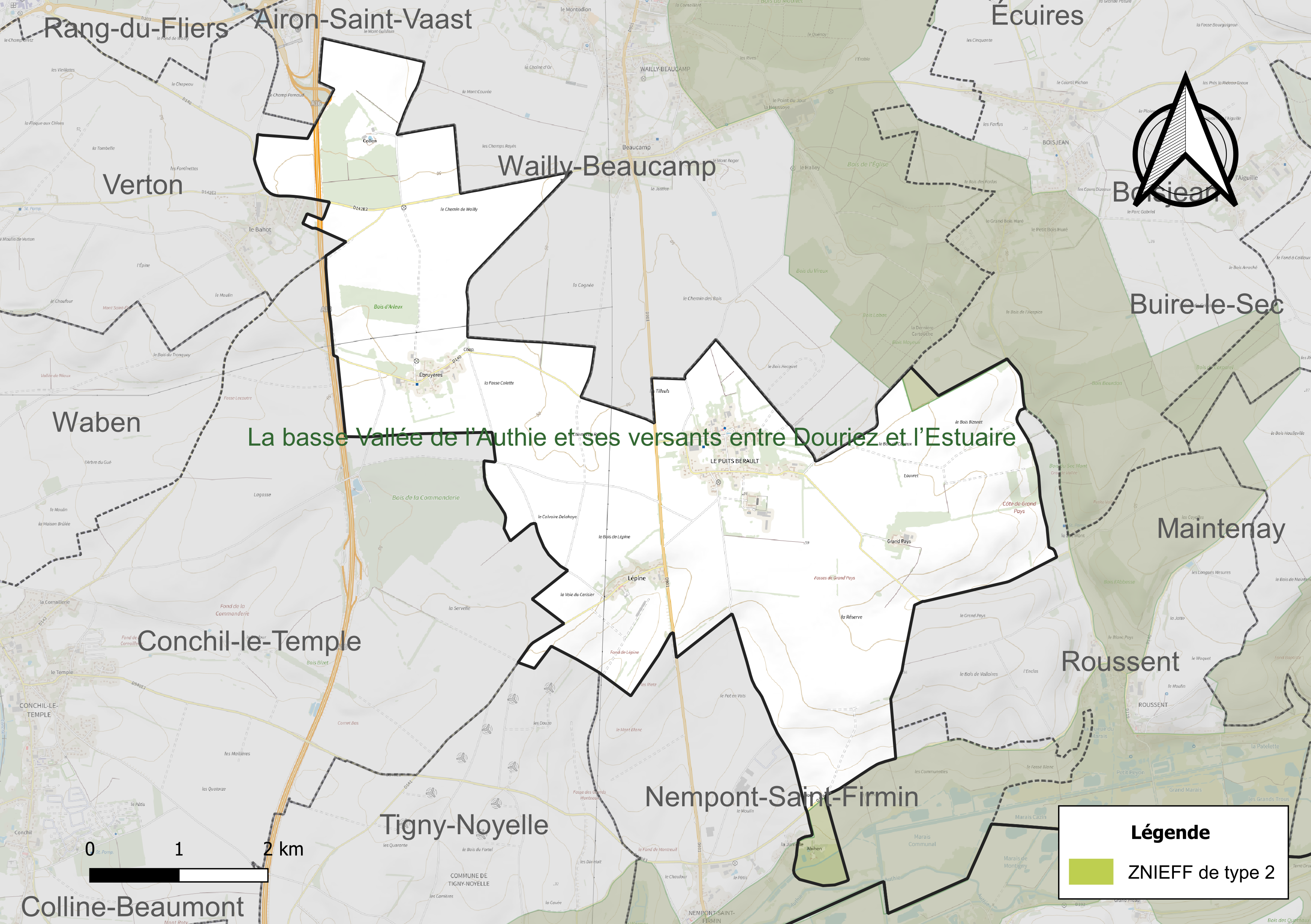
Carte de la ZNIEFF de type 2 sur la commune.

#### Espèces faunistiques et floristiques
L'Inventaire national du patrimoine naturel (INPN) recense plusieurs espèces faunistiques et floristiques sur le territoire de la commune dont certaines sont protégées et d'autres menacées et quasi-menacées.

## Urbanisme

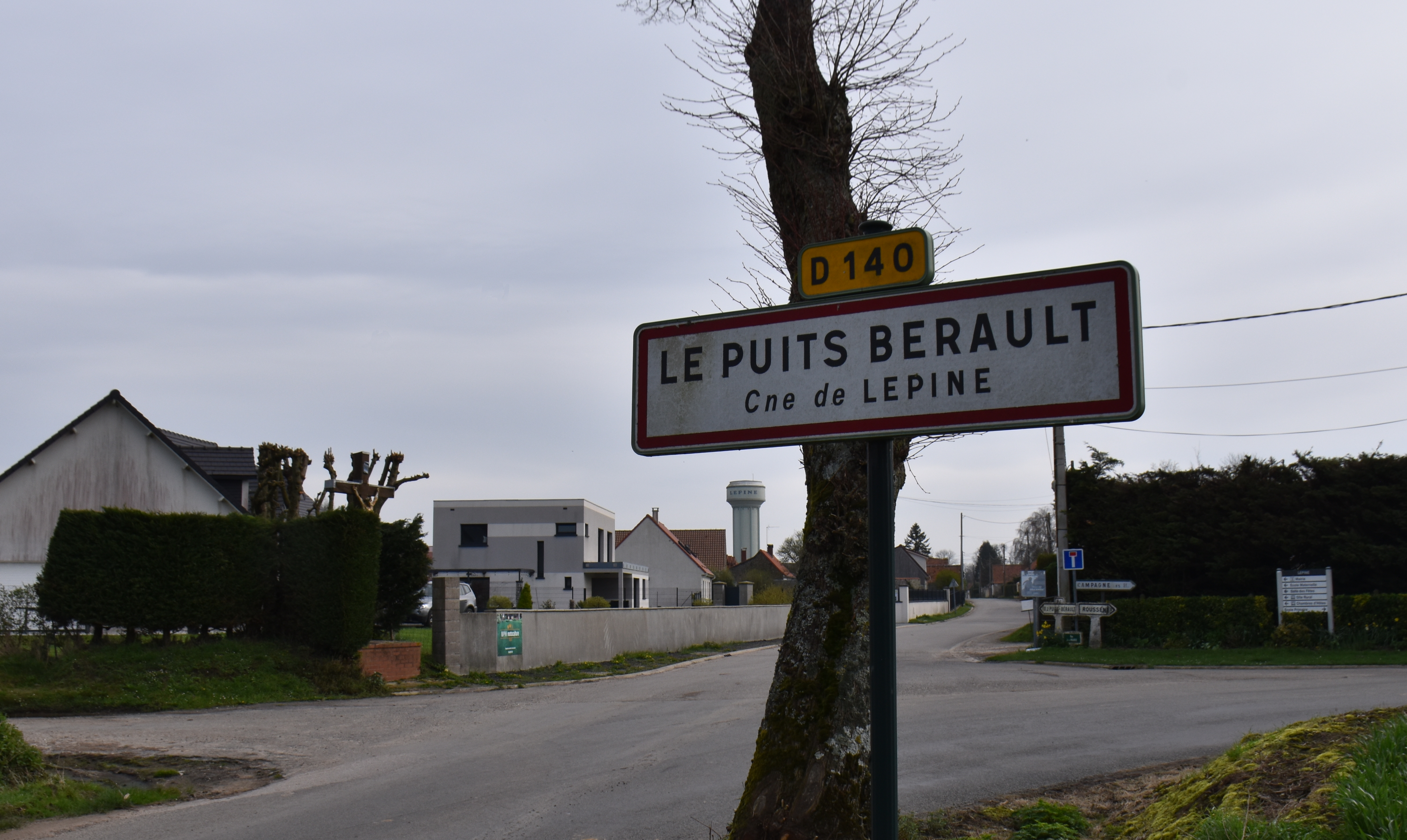
Une entrée du hameau de Puits-Bérault.

### Typologie
Au 1er janvier 2024, Lépine est catégorisée commune rurale à habitat dispersé, selon la nouvelle grille communale de densité à sept niveaux définie par l'Insee en 2022.
Elle est située hors unité urbaine. Par ailleurs la commune fait partie de l'aire d'attraction de Berck, dont elle est une commune de la couronne,. Cette aire, qui regroupe 19 communes, est catégorisée dans les aires de moins de 50 000 habitants,.

### Occupation des sols
L'occupation des sols de la commune, telle qu'elle ressort de la base de données européenne d'occupation biophysique des sols Corine Land Cover (CLC), est marquée par l'importance des territoires agricoles (92,5 % en 2018), en diminution par rapport à 1990 (93,9 %). La répartition détaillée en 2018 est la suivante : 
terres arables (89,7 %), zones urbanisées (3,7 %), prairies (2,8 %), forêts (2,8 %), zones humides intérieures (0,8 %), zones industrielles ou commerciales et réseaux de communication (0,2 %). L'évolution de l'occupation des sols de la commune et de ses infrastructures peut être observée sur les différentes représentations cartographiques du territoire : la carte de Cassini (XVIIIe siècle), la carte d'état-major (1820-1866) et les cartes ou photos aériennes de l'IGN pour la période actuelle (1950 à aujourd'hui).

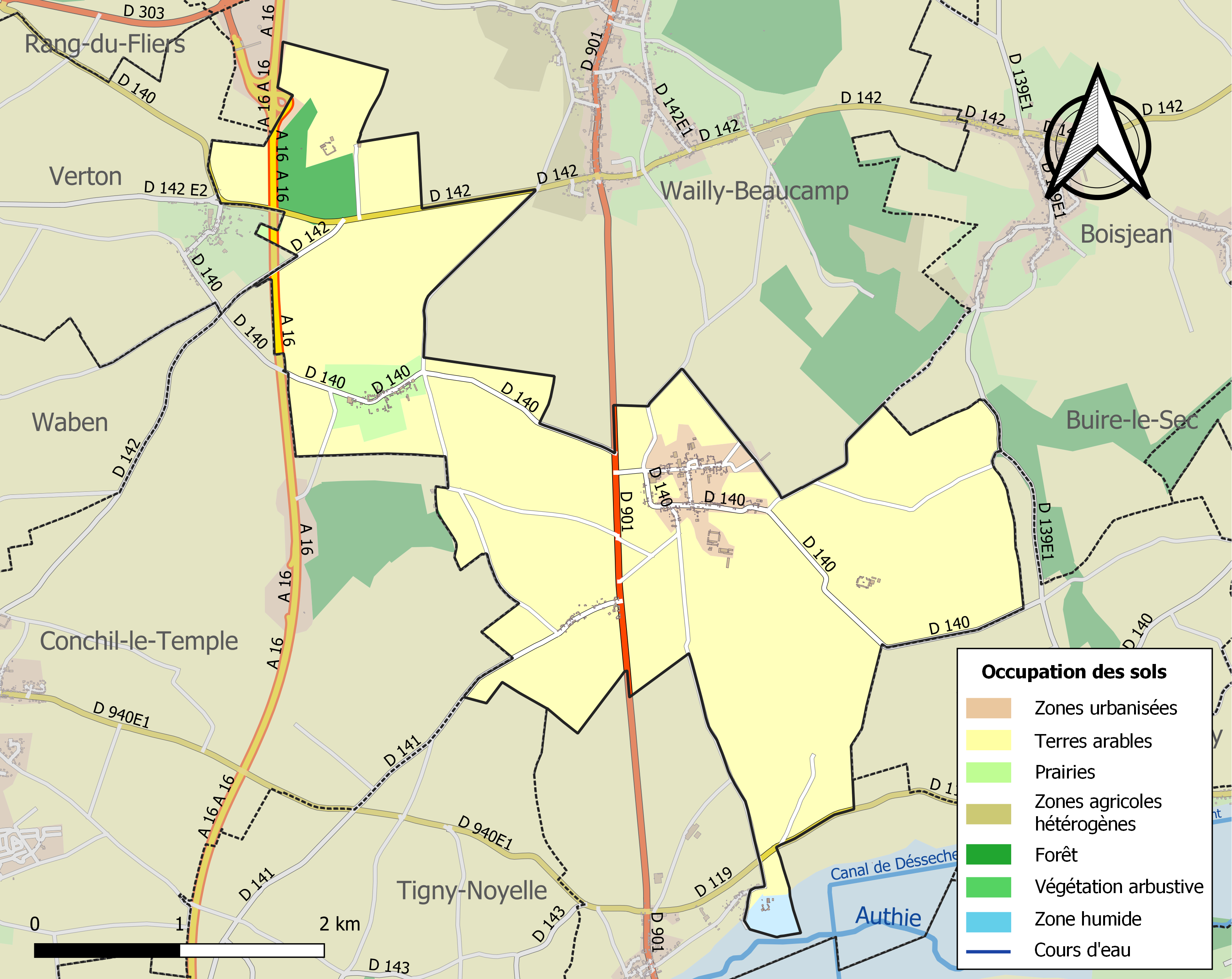
Carte des infrastructures et de l'occupation des sols de la commune en 2018 (CLC).

### Voies de communication et transports

#### Transport ferroviaire
La commune était située sur la ligne de chemin de fer Aire-sur-la-Lys - Berck-Plage, une ancienne ligne de chemin de fer qui reliait dans le département du Pas de Calais, entre 1893 et 1955, Aire-sur-la-Lys à Berck.

## Toponymie
Le nom du village dérive du terme latin spinetum, désignant un lieu où abondent les buissons épineux.
Le nom de la localité est attesté sous les formes Spina (1305), Lespine (1311), Lépine (1789), Lepine (1793), L'Epine et Lépine depuis 1801.

## Politique et administration

### Découpage territorial
La commune se trouve dans l'arrondissement de Montreuil du département du Pas-de-Calais.

#### Commune et intercommunalités
La commune a fait partie, de 2001 à 2016, de la communauté de communes du Montreuillois et, depuis le 1er janvier 2017, elle fait partie de la communauté d'agglomération des Deux Baies en Montreuillois (CA2BM)  qui regroupe 46 communes et compte 65 760 habitants en 2021 et dont le siège est basé à Montreuil-sur-Mer.

#### Circonscriptions administratives
La commune faisait partie du canton de Waben (1793), depuis la loi du 22 décembre 1789 reprise par la constitution de 1791, qui divise le royaume (la République en septembre 1792), en communes, cantons, districts et départements, puis du canton de Montreuil.
Dans le cadre du redécoupage cantonal de 2014 en France, elle est maintenant rattachée au canton de Berck qui passe de 10 à 31 communes,.

#### Circonscriptions électorales
Pour l'élection des députés, la commune fait partie, depuis 1986, de la quatrième circonscription du Pas-de-Calais.

### Élections municipales et communautaires

#### Liste des maires
| Période                                  | Période                    | Identité                                      | Étiquette | Qualité                                                  |
| ---------------------------------------- | -------------------------- | --------------------------------------------- | --------- | -------------------------------------------------------- |
| Les données manquantes sont à compléter. |                            |                                               |           |                                                          |
| avant 1847                               | 1848 (décès)               | Vincent Lefebvre de la Houplière              |           | Conseiller général du canton de Montreuil                |
| 1848                                     | 1858 (décès le 3 janvier)  | Jean Baptiste Hilaire Lefèvre de la Houplière |           | Cultivateur et Conseiller général du canton de Montreuil |
| 1858                                     | 1883                       | Achille Ferté                                 |           | Cultivateur                                              |
| 1883                                     | 1888                       | Victor Lefebvre de la Houplière               |           | Propriétaire                                             |
| 1888                                     | 1890                       | Édouard Wallet                                |           | Propriétaire-exploitant                                  |
| 1890                                     | 1896                       | Élisée Cochon                                 |           | Cultivateur                                              |
| 1896                                     | 1912                       | Émile Trollé                                  |           | Cultivateur                                              |
| 1912                                     | 1959                       | Abel Wallet                                   |           | Propriétaire-exploitant                                  |
| Les données manquantes sont à compléter. |                            |                                               |           |                                                          |
| 1977                                     | 2008                       | René Masset                                   |           | Cultivateur                                              |
| 2008                                     | 2014,                      | Frederic Carré                                |           | Cultivateur                                              |
| 2014                                     | En cours (au 25 mars 2022) | Benoît Rouzé                                  |           | Expert en assurances, Réélu pour le mandat 2020-2026,    |

## Équipements et services publics

### Enseignement
En matière d'enseignement primaire, les communes de Boisjean, Nempont-Saint-Firmin, Lépine et Roussent se sont associées au sein d'un regroupement pédagogique intercommunal (RPI).

## Population et société

### Démographie
Les habitants sont appelés les Spinetois ou les Lépinois.

#### Évolution démographique
L'évolution du nombre d'habitants est connue à travers les recensements de la population effectués dans la commune depuis 1793. Pour les communes de moins de 10 000 habitants, une enquête de recensement portant sur toute la population est réalisée tous les cinq ans, les populations de référence des années intermédiaires étant quant à elles estimées par interpolation ou extrapolation. Pour la commune, le premier recensement exhaustif entrant dans le cadre du nouveau dispositif a été réalisé en 2004.

En 2022, la commune comptait 289 habitants, en évolution de +8,65 % par rapport à 2016 (Pas-de-Calais : −0,72 %, France hors Mayotte : +2,11 %).
| 1793 | 1800 | 1806 | 1821 | 1831 | 1836 | 1841 | 1846 | 1851 |
| ---- | ---- | ---- | ---- | ---- | ---- | ---- | ---- | ---- |
| 427  | 414  | 450  | 467  | 508  | 525  | 560  | 558  | 556  |

| 1856 | 1861 | 1866 | 1872 | 1876 | 1881 | 1886 | 1891 | 1896 |
| ---- | ---- | ---- | ---- | ---- | ---- | ---- | ---- | ---- |
| 579  | 560  | 601  | 562  | 547  | 506  | 505  | 504  | 477  |

| 1901 | 1906 | 1911 | 1921 | 1926 | 1931 | 1936 | 1946 | 1954 |
| ---- | ---- | ---- | ---- | ---- | ---- | ---- | ---- | ---- |
| 462  | 462  | 455  | 451  | 413  | 390  | 388  | 351  | 313  |

| 1962 | 1968 | 1975 | 1982 | 1990 | 1999 | 2004 | 2006 | 2009 |
| ---- | ---- | ---- | ---- | ---- | ---- | ---- | ---- | ---- |
| 367  | 319  | 268  | 279  | 296  | 297  | 287  | 283  | 281  |

| 2014 | 2019 | 2022 | - | - | - | - | - | - |
| ---- | ---- | ---- | - | - | - | - | - | - |
| 263  | 287  | 289  | - | - | - | - | - | - |

#### Pyramide des âges
En 2018, le taux de personnes d'un âge inférieur à 30 ans s'élève à 31,0 %, soit en dessous de la moyenne départementale (36,7 %). À l'inverse, le taux de personnes d'âge supérieur à 60 ans est de 31,7 % la même année, alors qu'il est de 24,9 % au niveau départemental.
En 2018, la commune comptait 146 hommes pour 134 femmes, soit un taux de 52,14 % d'hommes, largement supérieur au taux départemental (48,50 %).
Les pyramides des âges de la commune et du département s'établissent comme suit.
| Hommes | Classe d’âge | Femmes |
| ------ | ------------ | ------ |
| 1,3    | 90 ou +      | 2,2    |
| 7,3    | 75-89 ans    | 12,4   |
| 20,0   | 60-74 ans    | 20,4   |
| 18,0   | 45-59 ans    | 24,8   |
| 16,0   | 30-44 ans    | 16,1   |
| 16,0   | 15-29 ans    | 11,7   |
| 21,3   | 0-14 ans     | 12,4   |

| Hommes | Classe d’âge | Femmes |
| ------ | ------------ | ------ |
| 0,5    | 90 ou +      | 1,6    |
| 5,6    | 75-89 ans    | 8,9    |
| 16,7   | 60-74 ans    | 18,1   |
| 20,2   | 45-59 ans    | 19,2   |
| 18,9   | 30-44 ans    | 18,1   |
| 18,2   | 15-29 ans    | 16,2   |
| 19,9   | 0-14 ans     | 17,9   |

## Culture locale et patrimoine

### Lieux et monuments
- L'église de la Nativité-Notre-Dame.
- Le monument aux morts, réalisé par le sculpteur Jules Déchin est inauguré le 26 septembre 1920 et restauré en 2005. Il est en marbre de Carrare, l'obélisque est en pierre blanche du Mont-Saint-Éloi, la base du monument est en pierre de Soignies[38].
- La gare du Bahot.

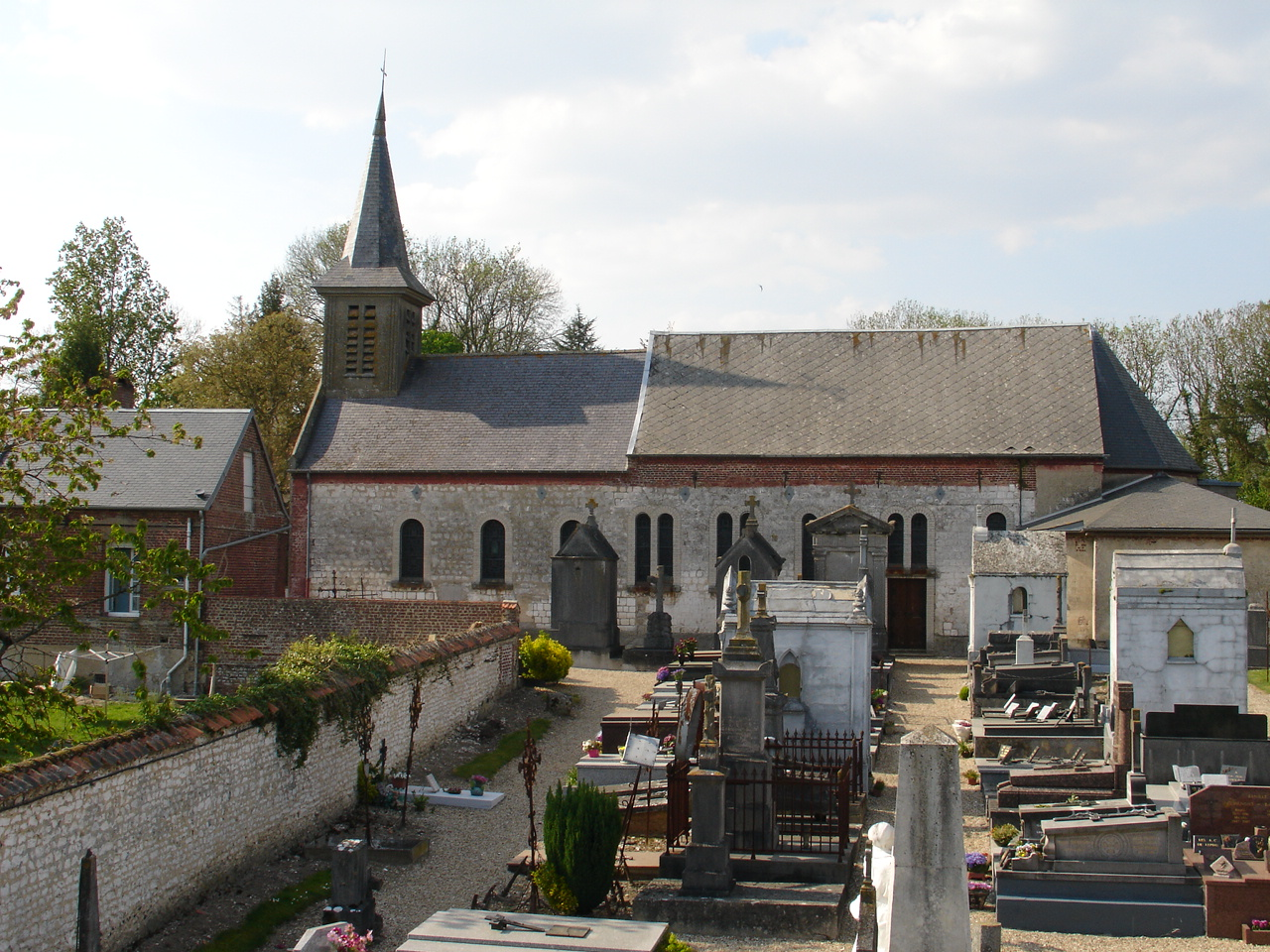
L'église.
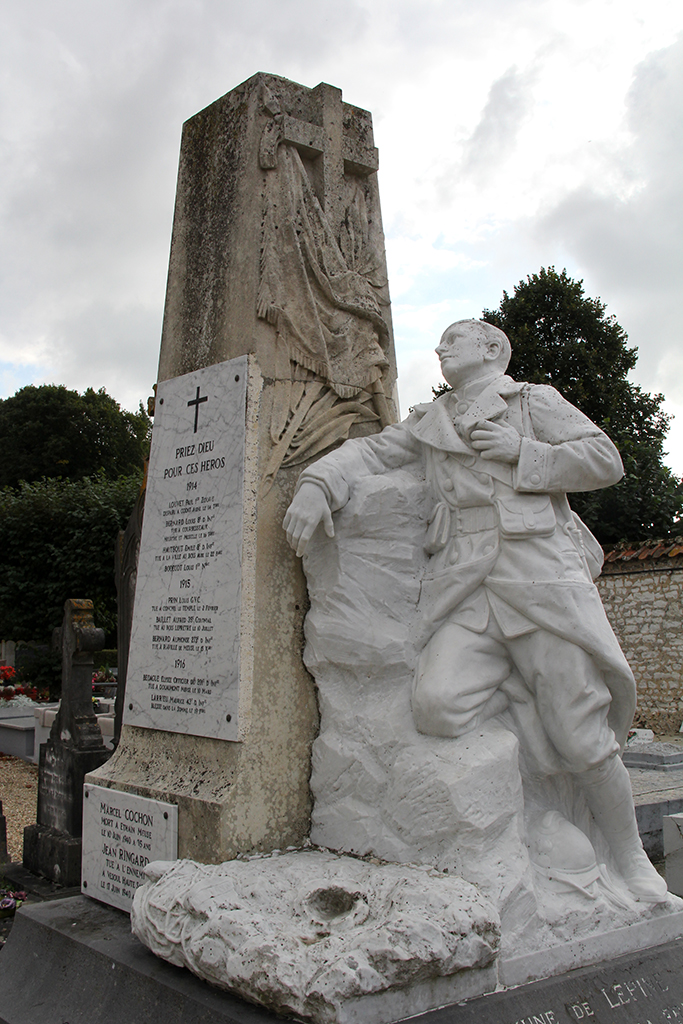
Le monument aux morts.
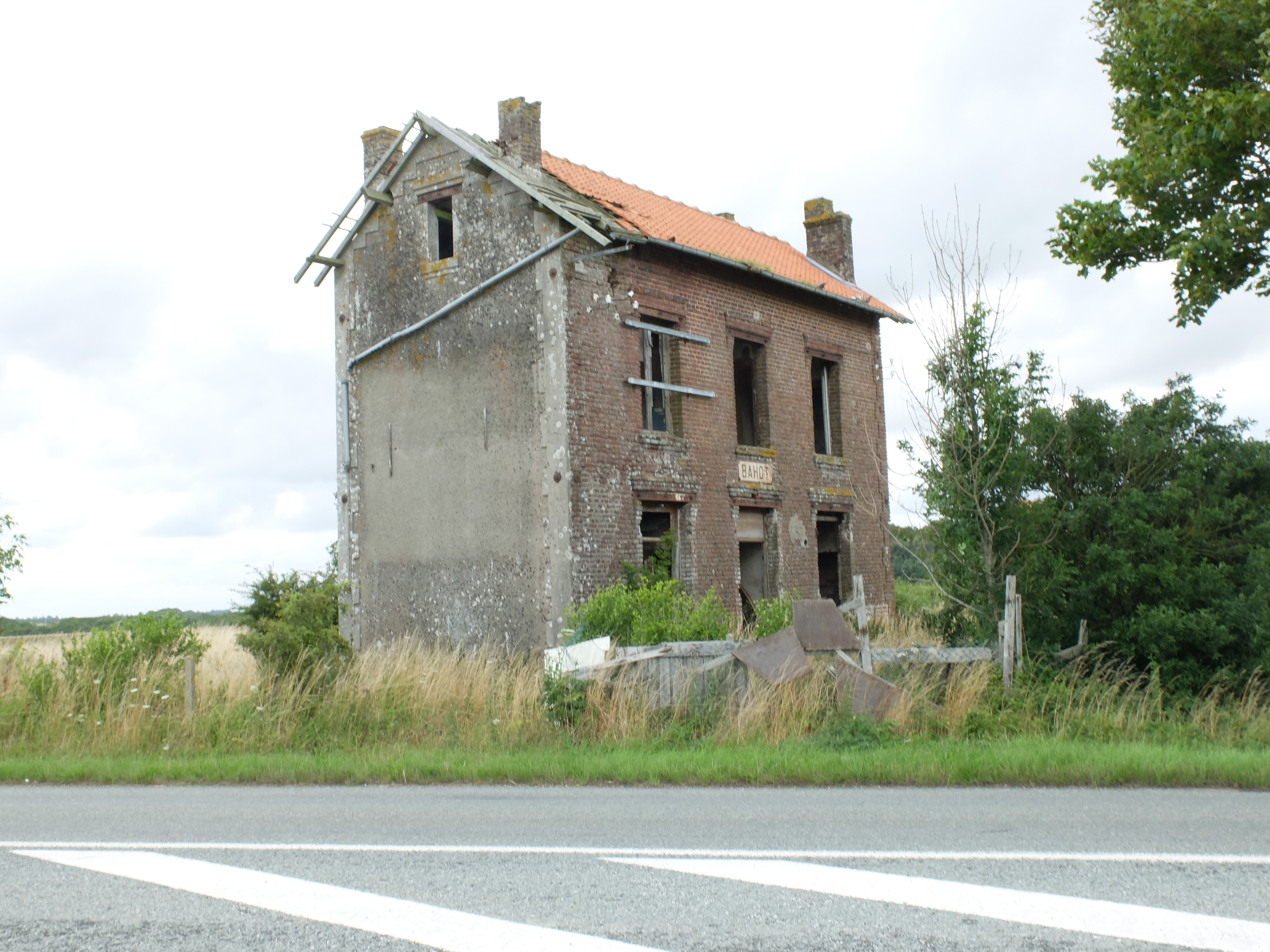
La gare du Bahot.

### Héraldique
| Blason de Lépine | Blason  | De sinople au dragon d'or, au chef du même chargé d'une comète de gueules. |
| Blason de Lépine | Détails | En 1531 apparut dans le ciel de Lépine (et du monde) une comète qui suscita toutes les craintes superstitieuses des habitants du village, des paroisses et bourgs voisins, particulièrement crédules. Chaque soir, le peuple allait se rassembler sur la place de Montreuil pour prier Dieu que sa colère, sous la forme d'un dragon volant que certains juraient avoir vu, ne vint point tomber sur la ville. Et l'on disait que le monstre se cachait, le jour, dans le bois du Puits-Bérault, un hameau de Lépine. Le blason montre la comète et le dragon légendaire, sur un champ de sinople, comme le bois du hameau. Quant à la comète, il s'agissait de la comète de Halley, qui passa précisément de 26 août. Adopté par la municipalité en 1996. |

## Pour approfondir

#### Bases de données, dictionnaires et encyclopédies
- Ressources relatives à la géographie :   - Insee (communes)
  - Ldh/EHESS/Cassini
- Ressource relative à plusieurs domaines :   - Annuaire du service public français